# H4 (protocole)
Pour les articles homonymes, voir H4.
 (novembre 2023).
Le protocole H4 est un protocole de transport Bluetooth des paquets HCI (Host/controller interface) sur la liaison UART (Universal asynchronous receiver/transmitter), physiquement souvent dérivée du RS232.
Bien que ce protocole n'ait pas de nom défini, il est connu sous le nom de protocole Bluetooth H4 du fait de son explication dans les spécifications Bluetooth, en annexe H4 originellement.